# Eronyxa angustus
Eronyxa angustus là một loài bọ cánh cứng trong họ Trogossitidae. Loài này được Casey miêu tả khoa học năm 1916.